# Rubén Limardo
Rubén Dario Limardo Gascón (* 3. srpna 1985 Ciudad Bolívar, Venezuela) je venezuelský sportovní šermíř, který se specializuje na šerm kordem. Venezuelu reprezentuje od roku 2003 společně s mladším bratrem Franciscem Limardem. Žije v Polsku, kde se připravuje většinu své sportovní kariéry. Na olympijských hrách startoval v roce 2008, 2012 a 2016 v soutěži jednotlivců a při své druhé účasti na olympijských hrách v roce 2012 vybojoval zlatou olympijskou medaili. V roce 2013 obsadil druhé místo na mistrovství světa v soutěži jednotlivců. S venezuelským družstvem kordistů se pravidelně účastní vrcholných sportovních akcí.